# بانک سرمایه‌گذاری سعودی
بانک سرمایه‌گذاری سعودی (انگلیسی: The Saudi Investment Bank) شرکت خدمات مالی و بانکداری در عربستان سعودی است، که در سال ۱۹۷۶ تأسیس شد.